# Estrées-Mons
Estrées-Mons – miejscowość i gmina we Francji, w regionie Hauts-de-France, w departamencie Somma.
Według danych na rok 1990 gminę zamieszkiwały 574 osoby, a gęstość zaludnienia wynosiła 37 osób/km² (wśród 2293 gmin Pikardii Estrées-Mons plasuje się na 467. miejscu pod względem liczby ludności, natomiast pod względem powierzchni na miejscu 189.).